# Anxiety
"Anxiety" é uma canção da cantora e compositora estadunidense Julia Michaels, contando com a participação da cantora compatriota Selena Gomez, presente em seu quarto extended play (EP) Inner Monologue Part 1 (2019). A música foi escrita por ambas com o auxílio de Scott Harris e Ian Kirkpatrick, este último que produziu a faixa. Foi lançada em 24 de janeiro de 2019 pela Republic Records e enviada para as rádios estadunidenses e australianas mainstream e rhythmic no mesmo dia.

## Antecedentes e composição
Em uma entrevista para Zane Lowe, Michaels disse "Eu estava tipo", eu acho que seria realmente incrível ter uma música com duas mulheres que lutam com a mesma coisa, que estão falando sobre algo diferente de duas mulheres lutando por a atenção de um cara, ou algo assim. É quase como uma canção de fortalecimento feminino sem que seja uma canção de empoderamento feminino". Após seu lançamento, Gomez disse no Instagram: "Essa música é muito próxima do meu coração, já que eu senti ansiedade e sei que muitos dos meus amigos também."
"Ansiedade" narra liricamente lutas com a saúde mental. Musicalmente, ele é composto de "estalos e uma guitarra afiada", bem como "uma lambida acústica otimista e um verme de uma melodia". Gomez e Michaels "comercializaram habilmente versos sobre a experiência de isolamento e ansiedade, muitas vezes isolada".

## Recepção crítica
Paul Fletcher, do iHeart Radio, disse: "A faixa é centrada em uma parte violenta que se encaixa em um groove pop. Tanto Michaels quanto Gomez oferecem versos cativantes sobre lidar com a depressão e a ansiedade". Ashley Iasimone, escrevendo para a Billboard , chamou a canção de "grudante".

## Faixas e formatos
| Download digital e streaming |                                                |         |  |
| N.º                          | Título                                         | Duração |  |
| 1.                           | "Anxiety" (com a participação de Selena Gomez) | 3:30    |  |

## Créditos
Lista-se abaixo os profissionais envolvidos na elaboração de "Anxiety", de acordo com o serviço Tidal:
- Julia Michaels: composição, vocalista principal, vocalista de apoio
- Selena Gomez: composição, vocalista participante
- Scott Harris: composição
- Ian Kirkpatrick: composição, produção, guitarra, programação
- Michael Freeman: assistente de mixagem
- Ryan Smith: masterização
- Spike Spent: mixagem

## Histórico de lançamento
| Região         | Data de lançamento    | Formato(s)                                          | Gravadora |
| -------------- | --------------------- | --------------------------------------------------- | --------- |
| Mundo          | 24 de janeiro de 2019 | Download digital, streaming, contemporary hit radio | Republic  |
| Estados Unidos | 24 de janeiro de 2019 | Download digital, streaming, contemporary hit radio | Republic  |
| Austrália      | 24 de janeiro de 2019 | Download digital, streaming, contemporary hit radio | Republic  |